# Ta' Qali
Ta' Qali è un largo altopiano situato nel centro dell'isola di Malta che dà il nome al villaggio omonimo.

## Caratteristiche
Su questo largo altopiano si trovano il Maltese National Stadium (lo Stadio Nazionale), il Ta' Qali National Park (il Parco nazionale di Ta' Qali) e l'Ortomercato Nazionale, conosciuto come Pitkalija. Quest'area venne utilizzata come zona d'atterraggio durante la Seconda guerra mondiale, in seguito venne trasformata in zona ricreativa. Il Parco Nazionale include anche un anfiteatro.
Ta' Qali è impiegata ancora come zona d'atterraggio, ma unicamente da aeromodelli in scala creati dai membri del club di modellismo situato in zona.

## Galleria d'immagini

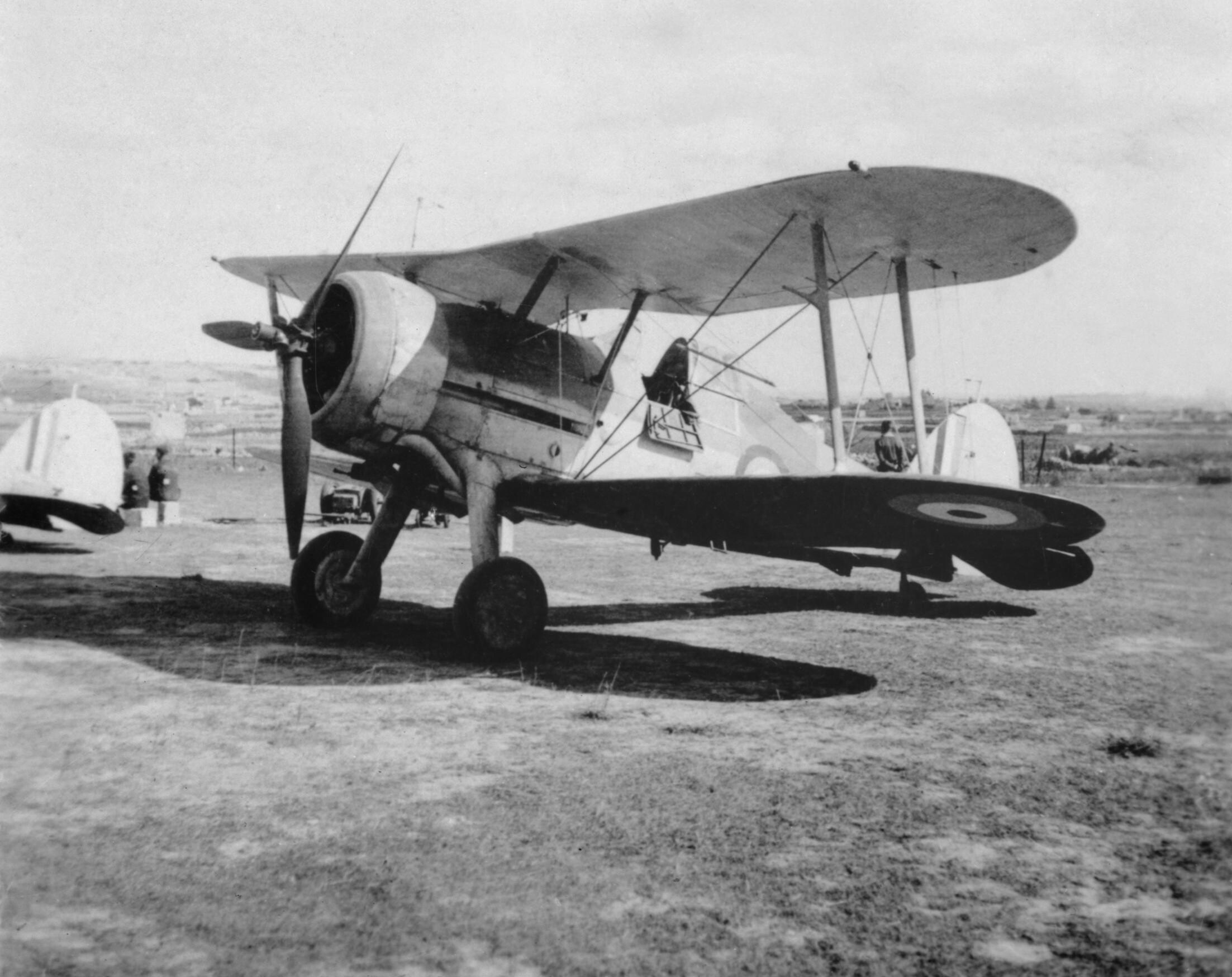
Un Gloster Gladiator della Royal Air Force (RAF) nella pista d'atterraggio di Ta' Qali (settembre 1940)
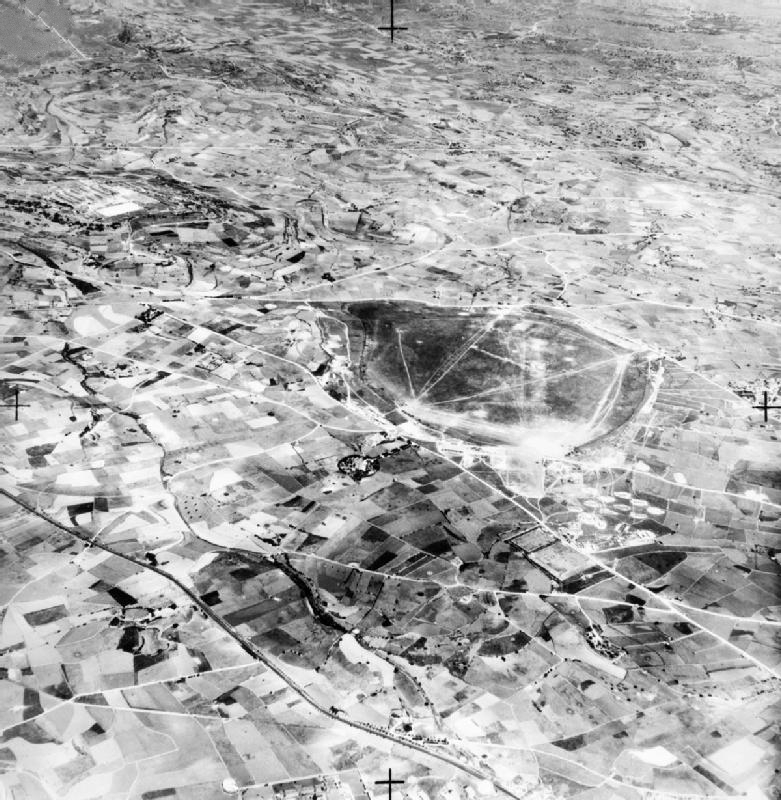
Ta' Qali fotografato da un velivolo della RAF (1941)